# Catherine McKinnell
Pour les articles homonymes, voir Philip Hunt et Hunt.
Catherine McKinnell, née le 8 juin 1976, est une femme politique britannique, membre du Parti travailliste (Labour).
Elle est députée pour Newcastle upon Tyne Nord depuis les élections générales de 2010.
Elle occupe plusieurs postes au Cabinet fantôme, dont celui de procureur général, mais démissionne en janvier 2016.
Elle est ministre d’État aux Écoles dans le gouvernement Starmer depuis le 8 juillet 2024.

## Jeunesse
McKinnell est née à Denton, Newcastle upon Tyne, où elle fréquente la Sacred Heart Comprehensive School à Fenham. Elle étudie la politique et l'histoire à l'Université d'Édimbourg. 
Avant son élection au Parlement, elle travaille comme avocate en droit du travail au sein du cabinet d’avocats Dickinson Dees de Newcastle.

## Carrière parlementaire
McKinnell est élue pour la première fois au Parlement aux Élections générales britanniques de 2010 pour Newcastle upon Tyne North, devenant l'une des 19 avocats récemment élus à la Chambre des communes. Elle est élue avec 40,8% des voix et une majorité de 3 414 voix sur son rival libéral-démocrate. En octobre 2010, le chef du parti travailliste Ed Miliband la nomme au poste de shadow solliciteur général, où elle est responsable de la réaction du parti au scandale du piratage téléphonique par News International. Elle pose des questions sur le traitement du scandale par le Crown Prosecution Service, notamment une question au procureur général à la Chambre des communes, demandant pourquoi le SPC a refusé depuis si longtemps d'admettre qu'il y a lieu de poursuivre.
En octobre 2011, lors d'un remaniement ministériel, Catherine McKinnell est nommée shadow ministre de l'Enfance, surveillant Tim Loughton. A ce poste, elle critique le processus d'adoption comme étant trop lent et appelle à des améliorations immédiates pour le soutien aux travailleurs sociaux afin d'accélérer le processus. Elle accuse également le gouvernement de faire trop peu pour aider les enfants pour lesquels l'adoption ne convient pas et après cela, demande une garantie que le gouvernement accordera la priorité pour placer les enfants dans des « foyers heureux. 
En 2012, après la démission de Peter Hain, elle est mutée au poste de shadow secrétaire au Trésor, en remplacement d'Owen Smith. 
Elle soutient une campagne d'ActionAid sur les lois fiscales internationales et dépose des amendements au budget qui auraient obligé le gouvernement à surveiller l'impact sur les pays en développement des modifications apportées à la réglementation dite des sociétés étrangères contrôlées.
Elle est nommée procureur général du cabinet fantôme en septembre 2015 par le dirigeant travailliste Jeremy Corbyn, mais démissionne en janvier 2016, invoquant des querelles internes au parti, des raisons familiales et la capacité à parler au parlement au-delà de son portefeuille légal.
Elle est ministre d’État aux Écoles dans le gouvernement Starmer depuis le 8 juillet 2024.